# The Human Factor (film)
Cet article concerne le film d'Otto Preminger de 1979. Pour le film homonyme d'Edward Dmytryk en 1975, voir La Guerre des otages.
Pour les articles homonymes, voir The Human Factor.
Pour plus de détails, voir Fiche technique et Distribution.
The Human Factor est un film d'espionnage américano-britannique réalisé par Otto Preminger et sorti en 1979.
Il s'agit d'une adaptation du roman le Facteur humain de Graham Greene, publié en 1978.

## Synopsis
Maurice Castle, un obscur fonctionnaire des services secrets britanniques détaché aux affaires africaines, mène une vie sans grand éclat et très compartimentée. Une fuite de documents confidentiels s'étant produite, il est soupçonné, d'autant plus qu'il est marié à une Africaine. À la suite d'un contrôle d'identité, une enquête est menée, dévoilant sa personnalité d'agent double au service de la cause nationaliste en Afrique du Sud.

## Fiche technique
- Titre du film : The Human Factor
- Réalisation et production : Otto Preminger
- Scénario : Tom Stoppard, d'après le roman en anglais de Graham Greene
- Photographie : Mike Molloy
- Montage : Richard Trevor
- Musique : Richard et Gary Logan
- Direction artistique : Ken Ryan, Rick Anderson (Kenya)
- Costumes : Patricia Hope Bryce, Ken Lewinson
- Sociétés de production : Wheel, Londres / Sigma, New York
- Pays de production :  Royaume-Uni |  États-Unis
- Format : Panavision technicolor - 35 mm
- Durée : 114 minutes
- Genre : Film d'espionnage, Film politique
- Dates de sortie : 
  - États-Unis : 18 décembre 1979
  - France : 6 décembre 2000

## Distribution
- Nicol Williamson : Maurice Castle
- Richard Attenborough : colonel Daintry
- Joop Doderer : Cornelius Muller
- John Gielgud : brigadier Tomlinson
- Derek Jacobi : Arthur Davis
- Robert Morley : Dr Percivall
- Ann Todd : la mère de Castle
- Richard Vernon : Sir John Hargreaves
- Iman : Sarah Castle
- Keith Marsh : Porter
- Anthony Woodruff : Dr Barker
- Gary Forbes : Sam
- Angela Thorne : Lady Mary Hargreaves

## Production
The Human Factor est le trente-huitième et dernier film de Preminger et le premier film de la mannequin Iman.

### Lieux de tournage
The Human Factor a été tourné au Kenya et aux studios de Shepperton à Londres.

## Commentaire
- Preminger ne nous a heureusement pas légué, comme ultime témoignage, le désastreux souvenir de Rosebud (1975), « dans lequel il cherchait vainement à renouer avec l'ampleur épique et le message politique d' Exodus (1960) », écrivent Jean-Pierre Coursodon et Bertrand Tavernier[2].
- Avec The Human Factor, « sans doute le meilleur film de sa dernière période », le cinéaste américain « retrouve, passagèrement, ce sens des rapports entre les personnages, leur décor et la caméra, qui caractérisait ses premiers chefs-d'œuvre. La direction d'acteurs [...] est aussi rigoureuse qu'elle était relâchée dans Rosebud : Nicol Williamson est très émouvant dans le rôle de l'espion victime de son passé. John Gielgud et Richard Attenborough incarnent de respectables hauts fonctionnaires qui envoient le héros à sa perte avec un cynisme tranquille à donner le frisson », ajoutent-ils.
- « Cette sombre histoire d'espionnage délivre un constat amer sur le monde des puissants [...]. Ennemi de l'emphase et de la superficialité, Preminger se situe à l'opposé de la mythologie du film d'espionnage. » [...] Le réalisateur renoue enfin avec sa précision et son intelligence. « Le film est un récapitulatif de son art, en même temps qu'un adieu. [...] Pour son désenchantement, sa beauté mortifère, The Human Factor rejoint les testaments esthétiques et moraux de John Ford (Frontière chinoise), Fritz Lang (Le Diabolique Docteur Mabuse) et Visconti (L'Innocent). »[3].
- Seule faiblesse au tableau, les flash-back africains qui contribuent « à détruire la tension engendrée par tout ce qui précède »[4].